# 2-я Украинская повстанческая дивизия
2-я (Украинская) Повстанческая дивизия — соединение украинских советских войск в период Гражданской войны в России (сентябрь — декабрь 1918 года).

## История
В начале сентября 1918 года ЦК КП(б) Украины принял решение о формировании в «нейтральной зоне», установленной между Советской Россией и германской оккупационной зоной на Украине Брестским мирным договором, двух повстанческих дивизий — в северных уездах Черниговской губернии и в южных уездах Курской губернии.
22 сентября на основании этого решения был подписан приказ № 6 Всеукраинского Центрального ВРК о формировании 1-й и 2-й Повстанческих дивизий. 2-я Повстанческая дивизия формировалась из повстанческих отрядов в районе городов Рыльска, Суджи (в 3 км от ж.-д. ст. Суджа на линии Льгов — Готня (станция)) и Корочи Курской губернии, на границе с Харьковской губернией.
Партизаны были сведены в пехотные курени (позже полки) по 1000 человек — Глуховский, Корочанский, Суджанский и Обоянский. Атаманом дивизии (позже начальником дивизии) был назначен В. Х. Ауссем (22 сентября — 1 декабря 1918).
В ноябре дивизия входила в состав Резервной армии Орловского военного округа, в ноябре-декабре — в состав Группы войск курского направления, сформированной 18 ноября 1918 года.
В ноябре в состав 2-й Повстанческой дивизии были переданы из состава 1-й Повстанческой дивизии 1-й полк Червонного казачества (командир В. М. Примаков) и 6-й Повстанческий полк (командир Я. А. Кисель).
18 ноября П. Е. Дыбенко вступил в должность атамана (командира) 7-го Сумского полка, и в тот же день полк начал боевые действия.
18-24 ноября дивизия участвовала в боях за Ямполь, Рыльск, Коренево и другие населённые пункты на границе Советской России и Украины.
30 ноября была образована Украинская советская армия, в состав которой вошла и 2-я Повстанческая дивизия.
1 декабря атаманом дивизии был назначен Н. П. Бобырев.
6 декабря 1918 года на основании предписания Военного совета Группы войск курского направления была переименована во 2-ю Украинскую советскую дивизию.

## Полное наименование
2-я Повстанческая дивизия

## Подчинение
- ноябрь 1918 — Резервная армия Орловского военного округа[4]
- ноябрь — декабрь 1918 — Группа войск курского направления[4]

## Командование
Атаманы (Начальники дивизии):
- В. Х. Ауссем (22 сентября — 1 декабря 1918)[2],[4]
- Н. П. Бобырев (1-6 декабря 1918)[4]

Военный комиссар:
- А. Луговой (до 6 декабря 1918)[4]

## Состав
На сентябрь 1918:
- Управление дивизии
- 5-й курень (численность 1000 человек, позже полк)
- 6-й курень (численность 1000 человек, позже полк)
- 7-й курень (численность 1000 человек, позже полк)
- 8-й курень (численность 1000 человек, позже полк)[2]